# Herbert Thiele (Widerstandskämpfer, 1910)
Herbert Thiele (* 13. Juni 1910 in Taucha; † 1992) war ein deutscher Kommunist, ehemaliger politischer Häftling im KZ Buchenwald und nach der Befreiung von der NS-Herrschaft Bürgermeister sowie leitender Mitarbeiter im staatlichen Außenhandel der Deutschen Demokratischen Republik (DDR).

## Lebensdaten
Thiele erlernte nach dem Besuch der Volksschule den Beruf des Elektrikers. Er trat 1929 der Kommunistischen Partei Deutschlands (KPD) bei und betätigte sich im Widerstand gegen den wachsenden Einfluss der NSDAP. Sofort nach der Machtergreifung der Nationalsozialisten wurde er verhaftet. Von 1937 bis 1945 wurde er im KZ Buchenwald inhaftiert und im Lager als Elektriker eingesetzt. Konspirativ betätigte er sich in der illegalen Parteiorganisation der KPD.
Nach der Befreiung vom NS-Regime 1945 wurde er Bürgermeister seines Geburtsortes Taucha und 1946 Mitglied der SED. Ab 1952 arbeitete er in leitender Funktion beim staatlichen Außenhandel der DDR. Er war bis zum Eintritt in die Rente stellvertretender Generaldirektor des Außenhandelsbetriebes LIMEX GmbH. Zuletzt lebte er als Veteran in Berlin-Buch.

## Auszeichnungen
- 1970 Vaterländischer Verdienstorden in Silber und 1975 in Gold
- 1985 Ehrenspange zum Vaterländischen Verdienstorden in Gold